# Provence
Provence er en historisk provins i det sydøstlige Frankrig mellem floden Rhône, Middelhavet og Alperne. Provence indgår i dag i regionen Provence-Alpes-Côte d'Azur, men var indtil 1481 et selvstændigt kongedømme.
Det oprindelige sprog i Provence er provencalsk, en dialekt af occitansk.
Provence er kendt for mad, vin og parfume, sin smukke og vilde natur samt ikke mindst det fantastiske lys, som har tiltrukket mange kunstnere.
Provence er et feriemål på grund af de mange solskinstimer, tusindårige hulemalerier, romerske ruiner og mange andre bygningsværker.
- Wikimedia Commons har flere filer relateret til Provence

44°N 6°Ø / 44°N 6°Ø